# トンネル磁気抵抗効果
トンネル磁気抵抗効果（とんねるじきていこうこうか・英: Tunnel Magneto Resistance Effect）とは、磁気トンネル接合(MTJ)素子において絶縁体を挟んでいる二層の強磁性体の磁化の向きによって電気抵抗が変化する現象であり、TMR効果とも呼ばれる。
一般的には、二層の強磁性体の磁化が同じ方向を向いている場合（平行状態）に抵抗は低く、お互いに反対の方向を向いている場合（反平行状態）には抵抗が高い。

## 原理
MTJ素子は強磁性層の間に膜厚1 nm程度の絶縁体層を挟み込む構造をしている。この接合面に対して垂直に電圧を印加するとトンネル効果に因って絶縁体層に電流が流れる。
ここでは、強磁性体1と強磁性体2が非常に薄い絶縁膜を挟んでおり、トンネル電流が流れるという状況を考える。
強磁性体では内部磁場によってアップスピン、ダウンスピン電子はそれぞれ異なるポテンシャルを感じてスピン分裂を起こしており、フェルミ準位近傍を占有するアップスピン電子とダウンスピン電子の状態密度が異なっている。
トンネルコンダクタンスは、フェルミ準位での状態密度の積のみに比例し、アップスピンとダウンスピン電子がそれぞれ独立にコンダクタンスに寄与するという一番簡単な仮定をおく。すなわち、全体としてのコンダクタンス {\displaystyle \Gamma }は
{\displaystyle \Gamma =\sum _{s_{1},s_{2}}\alpha D_{1}^{s_{1}}D_{2}^{s_{2}}}
と表すことができるとする。ただし、{\displaystyle \alpha }は定数、 {\displaystyle s_{1},s_{2}}はスピンの向き（↑または↓）、{\displaystyle D_{1},D_{2}}は強磁性体1, 2 のフェルミ準位における状態密度と定義する。 磁化が平行状態のときには、アップスピン、ダウンスピン電子ともに強磁性体2には強磁性体1からの電子を受け入れるのに十分な状態密度が存在するため通常のトンネリングが起き、コンダクタンスは
{\displaystyle \Gamma _{\rm {P}}=\alpha (D_{1}^{\uparrow }D_{2}^{\uparrow }+D_{1}^{\downarrow }D_{2}^{\downarrow })}（平行状態）
となる。一方、反平行磁化状態のときは、強磁性体2には強磁性体1から注入された電子を受け入れるだけの状態密度が不足している。このため、コンダクタンスは
{\displaystyle \Gamma _{\rm {AP}}=\alpha (D_{1}^{\uparrow }D_{2}^{\downarrow }+D_{1}^{\downarrow }D_{2}^{\uparrow })}（反平行状態）
となる。したがって、これらのコンダクタンスには差が生じ、その大きさは、
{\displaystyle {\displaystyle \Gamma _{\rm {P}}-\Gamma _{\rm {AP}}=\alpha (D_{1}^{\uparrow }-D_{1}^{\downarrow })(D_{2}^{\uparrow }-D_{2}^{\downarrow })}>0}
である。
TMR効果の大きさはトンネル磁気抵抗比（TMR比）で表される。これは磁化が反平行時の抵抗値と、平行時の抵抗値の比で定義される。これは2つの強磁性体電極の伝導電子のスピン偏極率{\displaystyle P_{1},P_{2}}を用いて表され、更に、電気抵抗は磁気抵抗のアナロジーであるので、磁化が平行時の低電気抵抗{\displaystyle R_{\rm {P}}}と磁化が反平行時の高電気抵抗{\displaystyle R_{\rm {AP}}}で書ける。
{\displaystyle {\rm {TMR_{ratio}}}={\frac {R_{\rm {AP}}-R_{\rm {P}}}{R_{\rm {P}}}}={\frac {\Gamma _{\rm {P}}-\Gamma _{\rm {AP}}}{\Gamma _{\rm {AP}}}}={\frac {2P_{1}P_{2}}{1-P_{1}P_{2}}}}
{\displaystyle P_{1}={\frac {D_{1}^{\uparrow }-D_{1}^{\downarrow }}{D_{1}^{\uparrow }+D_{1}^{\downarrow }}},P_{2}={\frac {D_{2}^{\uparrow }-D_{2}^{\downarrow }}{D_{2}^{\uparrow }+D_{2}^{\downarrow }}}}
強磁性体中の伝導電子はスピン偏極しているが、それぞれの磁化の方向を変えることで、トンネル電流を変化させられる。
TMR素子は磁場のダイナミックレンジがmTオーダーで、生体からの磁場の強度（pTオーダー）と比較して桁違いに大きいのが超伝導量子干渉素子(SQUID)と比較して最大の利点となり、生体信号のような低周波の信号に対して適当な帯域フィルタ等を装着すれば、環境磁気ノイズを電気的に取り去ることができるため、大がかりな磁気シールドルームが不要になり、センサをウェアラブル化することで運動時の生体磁場の高分解能測定、長時間の測定など、特徴を生かした計測方法が考えられ、不整脈の原因部位の診断精度の向上、長時間計測による不整脈波の検出率の向上、運動負荷時の心臓異常磁場の計測や空間解像度の向上による心筋内の電位分布の描出、狭心症・心筋梗塞の早期発見のようにこれまでの心電計、心磁計では不可能であった様々なことが可能となる。

### 外部磁場印加方式
強磁性層に外部から磁場が印加されて、それぞれのスピン偏極の方向を変える。
- 平行に磁場を印加する場合

双方の強磁性層のスピン偏極が同方向になり、トンネル電流が感じる電気抵抗は低くなる。
- 反平行に磁場を印加する場合

双方の強磁性層のスピン偏極が逆方向になり、トンネル電流が感じる電気抵抗は高くなる。
この方法をMRAMに用いようとすると、消費電力が性能の向上に必須である微細化に伴って増大してしまう。HDDにおいては、記録密度の大幅に向上が期待される。また、コイルなどの電磁誘導を用いた磁気記録の読み取り方式に比べて大幅な素子の微細化が可能になる。

### スピン注入磁化反転方式
スピン偏極して参照層から流れる伝導電子と記録層の磁化の間の角運動量の授受に因って、記録層の磁化にトルクが作用して生じる磁化反転を利用する。なお、これはスピン注入磁化反転と呼ばれる。
これは、TMR素子の接合面積が小さくなると必要な電流を小さくできるスケーラブルな方式であるので、MRAMのような微細化を必要とする場合に適している。

## 研究・開発
- 1975年 Fe・Ge・Coの接合膜において、TMR効果が初めて報告される。この接合膜のTMR比は14%である。[注釈 1]
- 1988年 Fe・Cr人工格子において、巨大磁気抵抗効果（GMR効果）が発見され、磁性体素子の研究が盛んになる。
- 1995年 Fe・Al2O3・Feの接合膜で、室温で約20%という、従来より比較的大きなTMR比を持つ事が2つの研究グループでそれぞれ独立に発見される[3][4]。
- 2004年 MgO単結晶を絶縁体層に用い[5]て、室温で従来考えられていた理論限界を超える88%のTMR比が実現される[6][7]。その後、障壁層の膜質向上等に拠って、室温で230%のTMR比が実現される[8]。
- 2007年 (CoxFe100-x)80B20・MgO・(CoxFe100-x)80B20を用いて、500%のTMR比が実現される[9]。
- 2015年 東北大学およびコニカミノルタはトンネル磁気抵抗素子による心臓磁場検出に世界で初めて成功した[10]。

## 実用
各種の記憶装置に応用されている。
- MRAM

小容量の組み込み品が商用化されている。
- HDD

磁気ヘッドはGMRヘッドからTMRヘッドへの移行を完了しつつある。
- 心磁計

従来は超伝導量子干渉素子(SQUID)を使用していたが、その場合、液体ヘリウムで極低温に冷却しなければならなかったがその代替として冷却の不要なTMR素子の適用が考えられる。

## 参考資料
- 高梨弘毅. “トンネル磁気抵抗効果”.  東北大学. 2014年10月1日閲覧。